# 旭日の艦隊
『旭日の艦隊』（きょくじつのかんたい）は、荒巻義雄原作の架空戦記。1992年に執筆を開始し、1997年に完結した。笠原俊夫によって漫画化されたほか、1997年 - 2002年にOVA化されている。『紺碧の艦隊』とは表裏一体の関係にあり、また同時期の話として英独ソ各陣営の戦史を編纂したという名目で構成された『旭日の艦隊 後世欧州戦史』シリーズがある。続編は『新・旭日の艦隊』および『新・紺碧の艦隊』。
小説版は中央公論新社より新書版（本編16巻＋「後世欧州戦史」6巻）が発売されているほか、2005年2月より順次文庫化された。アニメ版は全15話。

## 小説版

### ストーリー
運命の開戦から4年目、紺碧艦隊をはじめとする日本陸海軍はアメリカを牽制し続けていた。昭和20年8月15日を迎えるも大戦は終息せず、ヒトラーの台頭を許してしまい、ヨーロッパはナチスに占領されつつあった。
窮地に追い込まれたイギリスは日本と単独講和を果たし、日本は超戦艦日本武尊を旗艦とした、40隻からなる「旭日艦隊」を援英派遣軍として出撃させる。

### 題名
- ノート:紺碧の艦隊を参照。

## 登場人物
『旭日』の登場人物（日本）の名は赤穂浪士から来ている者が多い。
- 旭日艦隊関係者以外は『紺碧の艦隊』を参照。

### 大日本帝国
大石蔵良
声 - 玄田哲章
海軍元帥。旭日艦隊司令長官。奇想天外な作戦を繰り出すため、高野からは「不気味で恐ろしい男」と言われている。作戦を思いつくとき右の耳たぶをつまむ癖がある。海外の人々からは「アドミラル大石」と呼ばれ、慕われている。前原の士官学校時代の教官。趣味はコーヒーを入れることであり、自ら腕を振るう。転生者の一人であり、前世では大和に乗艦し戦死した。紺碧会のメンバーであり、分派の赤穂会会長。
原元辰
声 - 島田敏
海軍中将。旭日艦隊参謀長。前世日本からの転生者の一人。紺碧会のメンバー。
磯貝正久
声 - 石井康嗣→藤本隆行
海軍少佐。旭日艦隊航空参謀。コミック版では日本武尊を守るため連絡機で独軍ステルス爆撃機に特攻し、戦死した。
富森正因
声 - 麦人
海軍少将。日本武尊艦長。前世日本からの転生者の一人。紺碧会のメンバー。
木島昌平
声 - 吉川虎範→細井治
日本武尊砲術長。
中村勘助
声 - 池田勝→菅原淳一→飛田展男
海軍中将。旭日艦隊前衛遊撃艦隊司令長官。
赤城毅
海軍少将→海軍中将。中村の後任として高杉艦隊から前衛遊撃艦隊司令長官に転属。OVA版では登場しない。
間瀬正明
海軍大将。物語初期から後半までの第一遊撃打撃艦隊司令長官。
牧野好祥
声 - 千葉一伸
海軍大将。間瀬の後を受けた第一遊撃打撃艦隊司令長官。前衛遊撃艦隊と連携しての第十一機動部隊制圧戦、前原の奇想である「火遁の術 油地獄」を決行しての独第4・第5艦隊を壊滅させる武功を挙げるも、独超重爆撃機アースの攻撃で旗艦である装甲空母信長・航空戦艦謙信を失う。
武市半平太
海軍少佐。旭日艦隊第一潜水遊撃戦隊司令兼ア01潜艦長。
海野十蔵
声 - 中博史
海軍大佐。木造輸送潜・鎗鯨の発案者。大佐。「心臓作戦」では木製戦艦八咫烏を中心とする囮艦隊の運用を担当する。第三次大戦では准将に昇進していた。
倉橋武幸
声 - 千葉一伸
海軍少佐。八咫烏艦長。
千葉州作
声 - 相沢正輝
陸軍少将。陸軍水陸両用特殊師団「霞部隊」指揮官。大石とは同郷。
上野淳
山王会隊長。元々は民間人だが、大高の計らいで陸軍少佐となり、ヒトラーを襲撃した。OVA版では登場しない。
林信吾
声 - 千葉一伸
海軍中佐。旭日艦隊直属諜報機関「ハギス」指揮官。
リュドミラ・ロマノバ
コミック版オリジナルキャラクター。「ハギス」の諜報員で、ロマノフ家の傍流。
リュサンジュを作戦に利用するため愛人として取り入るが、次第に本当に愛するようになり、彼の身の上を案じるようになる。
杉野十平次
海軍中佐。航空戦艦謙信の飛行隊司令。母艦が大西洋を離れた後は海魔部隊の指揮を執った。OVA版では登場しない。
間新六
海軍大尉。虎狼に所属するパイロット。戦後に杉野の義妹と結婚し義兄弟となる。OVA版では登場しない。
菊池勇人
虎狼に所属するパイロット。光武に乗っている。後に白銀艦隊に参加。
西岡昌也
声 - 戸谷公次
海軍大尉。白鳳機長。英国の科学者たちの亡命を手助けする。
大利根潮
海軍大佐。電子作戦の専門家。アイスランド沖海戦時に飛行隊指揮管制官として初登場。後に新日本武尊の電子戦室長となる。OVA版では登場しない。

### アメリカ合衆国
ジェームス・西（西恭之）
声 - 梁田清之
表向きは日系2世の画家だが、正体は諜報機関「東機関」の工作員。ふとしたことでトルーマン暗殺計画を知り、その阻止を図る。
ロナルド・パール
声 - 中原茂
ワシントン・ポストに所属する新聞記者。西とはアパートが隣同士。「海の目」の正体を追う。
マリー・シーガー
声 - 吉田小百合
穀物メジャーの祖父を持つ少女。「海の目」の密談を目撃し、屋敷から逃亡しているところを西たちに救われる。後に新聞記者となる。
OVA版では、名前がマリー・パーマーとなっており、パーマー判事の娘に設定が変更されている。
ハロルド・パーマー
声 - 飛田展男
表向きは米最高裁判事だが、正体は「海の目」の幹部。トルーマン暗殺作戦における「海の目」側の責任者。トルーマン暗殺失敗後に「心臓発作」で急死する。
OVA版ではマリーの父親に設定が変更され、ゲンツからマリーをかばって射殺される。
ヴィクトリー・ノーマン
声 - 飛田展男
米国務長官。トルーマンが唯一信頼する男。
ハンフリー・フォード
声 - 飛田展男
自動車メーカー社長。ヒトラーの支援者の一人。ヒトラーに三将軍クーデターの情報を伝える。
前世におけるヘンリー・フォード。OVA版では、名前がハンフリー・フォルダとなっている。
マッキントッシュ
声 - 戸谷公次
米海軍大将。連合軍大西洋方面参謀長。
ウォルター・スコット
声 - 掛川裕彦
米海軍大将。第6艦隊司令長官。旭日艦隊を良く思っていなかったが、自らの艦隊の窮地を救われる。

### ナチス第三帝国→神聖欧州帝国
ヴィルヘルム・フォン・リッペ
声 - 掛川裕彦
独海軍元帥。海軍長官。伯爵。旭日艦隊に先手を取られ続けたため、高官粛清で禁固20年に処される。
ヨッヘンバッハ
声 - 飛田展男
ヒトラーの秘書。総統府直属の諜報機関「アガルタ」の指揮官。
サムテン
ヒトラーのチベット人秘書。
グスタフ・グルッフ
グルッフ兵器社（アニメ版ではグルッフ重工業）会長。ドイツ軍の兵器開発を担当する。後にアルゼンチン大使（無任所大臣格）に任命される。
前世におけるグスタフ・クルップ。
ヘルマン・フォン・オットー
声 - 中博史
独海軍少佐。U-975潜艦長。大西洋の戦闘で乗艦を失い、旭日艦隊に救助される。大石の説得で「自由ドイツ海軍」を編成する。後年、新ドイツの国会議長となった。
ハインツ・シュリフマン
声 - 梁田清之
独海軍中佐。ナチス党員。旭日艦隊に降伏したU-975潜から機密が漏れることを危惧し、U-975潜を攻撃するが、直後に旭日艦隊の爆雷を受け、乗艦を撃沈され戦死。
OVA版では撃沈される前に降伏する。
ヨハネス・ゲーデ
声 - 千葉一伸
独海軍少将。カナリア諸島沖でビスマルク2世・シャルンホルストを率いて日本武尊を迎撃したが敗れた。
エーリッヒ・ホス
声 - 相沢正輝
独海軍大佐。シャルンホルスト艦長。日本武尊の一斉射撃を受けシャルンホルストを撃沈され戦死。
ルドルフ・シュトール
声 - 長島雄一
独海軍中将。ジブラルタル要塞司令官。リッペの指令を受けグラーフ・ツェッペリンを出撃させるが、海底魚雷によって撃沈されてしまう。
カール・トルッペル
声 - 麦人
独海軍少将。シュトールの後任のジブラルタル要塞司令官。旭日艦隊前衛遊撃艦隊の攻撃を受け戦死。
エーリッヒ・ユルゲンス
声 - 大滝進矢
陸軍大佐。ヘラクレス砲台司令官。旭日艦隊前衛遊撃艦隊の攻撃を受け戦死。
リヒャルト・ストーシ
声 - 林延年
武装親衛隊中将。ゲルマン砲台司令官。日本武尊のロ号弾攻撃を受け戦死する。
クラウス・シュタインベルク
声 - 菅原淳一
独陸軍大佐。東部方面参謀。反ヒトラー派の一員であり、参謀会議の場でヒトラーの爆殺を図るが失敗。その場で爆死する。
前世におけるクラウス・フォン・シュタウフェンベルク。
グスタフ・フォン・ルプレヒト
声 - 掛川裕彦
独海軍大将。バルト海艦隊司令長官。大石の作戦にはまり、キール運河に封じ込められる。
カール・ゲンツ
声 - 菅原淳一
親衛隊大佐。秘密警察員。トルーマン暗殺作戦におけるドイツ側の責任者。スレイブニルに乗艦し米国に乗り込むが、西に射殺される。
クリスチャン・フォン・ベルナー
声 - 西村知道
独海軍中将（初登場時は少将）。潜水空母スレイブニルの発案者。トルーマン暗殺作戦を終えて帰投中、米海軍に乗艦を撃沈され戦死。
ハンス・オストヴァルト
声 - 古澤徹
独海軍少将。新貴族の一人。アドミラル・ヒッパーに座乗し、水雷戦隊を率いていたが、ブレスト沖での戦闘で日本武尊の砲撃を受け戦死。
エーリッヒ・コルベ
声 - 千葉一伸
独海軍大尉。ホズ艦長。乗艦が座礁して降伏する。OVA版では最期まで降伏を拒み、部下に射殺される。
カール・フォン・バールト
声 - 中博史
独陸軍大将。新貴族の一人。「月の兎撃ち作戦」を指揮したが、旭日艦隊に退路を絶たれ降伏。
OVA版では日本武尊から至近距離ロ号弾砲撃を受け戦死。
クラウス・ヘルトヴィッヒ
声 - 相沢正輝
独空軍大佐。アイスランド沖海戦 の際、爆撃隊を指揮してイーサ泊地を爆撃して退却中、乗機を空中機雷「空雷」によって撃墜され戦死。
アルフレート・フォン・ラーベ
声 - 掛川裕彦
独海軍中将。第一航空機動艦隊司令長官。アイスランド沖海戦の際、機動部隊を率いて旭日艦隊と交戦したが、旗艦ロートリンゲンを撃沈され戦死。
ヴィルヘルム・ローゼンベルク
声 - 菅原淳一
独海軍少将。新貴族の一人。ラーベの副官。艦隊運用を巡ってラーベに銃を向ける。なお、この際の展開が原作・漫画版・OVA版ではそれぞれ違いが見られる。

### 大英帝国
マーガレット1世
声 - 土井美加
英国女王。「心臓作戦」を終えた大石に勲章を授与した。以後、大石に信頼を寄せ、ブルーマウンテンを下賜している。
サー・ジョン・カーソン
英陸軍中将。大石も認める切れ者で攻勢防御の第一人者である。
ジェームス・キング
声 - 梅津秀行
英海軍少将。トリスタン・ダ・クーナ島司令官。

### フランス
ジャン・リュック・ド・ゴール
自由フランス軍総司令官。大石からは「プライドが目鼻を付けて歩いているような男」と言われている。
前世におけるシャルル・ド・ゴール。
ジェラール・ド・リュサンジュ
声 - 古澤徹
仏陸軍大佐。ヴィシー政権がドイツに提供した「反共フランス義勇軍」の指揮官。実はユダヤ人の愛人がいて彼女を守るためにやむなく身を投じていた。そのことをハギスに嗅ぎ付けられ、「ヴァイキング作戦」の際に愛人をアメリカに亡命させる条件で以後、連合軍に協力する。

### その他の登場人物
ミケリヌス
声 - 菅原淳一
「海の目」の全権大使。「海の目」とヒトラーの連絡役を担う。
ヴェルハウゼン
声 - 田中和実
ユダヤ人科学者。ナチスに兵器開発を強要されていたが、「心臓作戦」の際に本郷に救出され、日本に亡命する。
ヘレン
声 - 三石琴乃
ヴェルハウゼンの孫娘。ヴェルハウゼンが身の回りの世話をする人を求めたため、家族の中で唯一ゲシュタポに殺されずに生き残る。祖父と共に日本に亡命する。
エーリッヒ・ノイマン
声 - 飛田展男
独消防士。日本機に爆撃された総統官邸の消火に向かうが、ヒトラーの執務室で機密書類を見てしまったため、本郷の官邸脱出に協力して日本に亡命する。

## 登場兵器

### 日本（艦船）
日本武尊（やまとたける）
旭日艦隊旗艦。詳細は項目を参照。
信長（のぶなが）
旭日艦隊の航空戦力の中核となる装甲空母。アングルド・デッキ・蒸気カタパルトを備える。装甲空母ということもあり、艦載機は70機程度。終盤でアースの攻撃を受け、自沈に追い込まれた。
信玄型（しんげん）
全通飛行甲板を持つ航空戦艦。右舷に41cm主砲3基を搭載。姉妹艦は「謙信」。終盤で「謙信」が沈められ、信玄は戦後に解体された。
虎狼型（ころう）
V字型飛行甲板を持つ航空巡洋戦艦。姉妹艦は「海虎」、「海狼」。旭日艦隊のワークホースと言える。
なお、OVA版では主砲が2連装になっている。　
八咫烏（やたがらす）
元々は日本武尊建造に先立って建造された試験用木製戦艦。外観を生かして日本武尊の影武者の役割を担った。
天手力男（あまのたぢからお）
原作にしか登場しない砕氷戦艦。艦首に砕氷用ローター、前部に51cm主砲、後部に36cm副砲を装備する。ちなみに動力はトリウム原子炉。
コミック・OVAではこの役目を日本武尊が半潜能力を活かして一手に引き受けていた。
尊氏（たかうじ）
防空艦能力を持つ軽空母。日本武尊に随伴し、司令部戦隊を護衛する。最初、マダガスカル奪回作戦で出撃した坂元艦隊に所属していた。終盤で撃沈される。
黒燕型軽航空母艦
対潜用高速軽空母。後方支援船団護衛に活躍。対潜噴進砲も装備。
ア号潜
潜水遊撃艦隊を構成する巡洋潜水艦。水上排水量は997t、水中は1,300tと二等潜水艦並みの大きさ。主な用途は対Uボート。ワルター機関を装備していることによる長時間潜航、潜航深度200m、深度150mでの雷撃など紺碧艦隊並みの能力を持つ。OVA版では艦橋が艦尾寄りとなって艦首の形状も違い、更に前甲板に巡航噴進弾発射筒が装備されている。25隻が建造された設定になっている。
海狩型（キ号潜）
終盤で登場した対潜攻撃用潜水艦。亀天号との連携により絶大な威力を発揮した。ディーゼル機関でスクリュー推進だが速力など全体的に独軍の潜水艦に劣っていない。水上速力は30ノットを出せる。
利根型巡洋艦（とね）
全艦が第一遊撃打撃艦隊に所属する対空巡洋艦。15cm単装成層圏高角砲、水偵発射兼用ン式噴進弾発射カタパルト等を装備。OVAでは高角砲は連装砲に、艦首に旋回式2連装対空ミサイルランチャーを装備している。同型艦は「利根」「那智」「足柄」「羽黒」「熊野」「妙高」。
なお、史実同様の後世利根型重巡（利根、筑摩）は『紺碧の艦隊』で行われたクリスマス島攻略戦において戦没した。
鎗鯨（そうげい）
木造輸送潜水艦。任務によって幾つかのタイプがある。最大潜航深度は30mだが、制海・制空権がある程度確保されている海域で運用されるため、あまり問題にはならない。各艦型とも、通常潜水艦の「艦橋に当たる部分」に居住スペースとなる水密筒を持ち、万が一艦が破壊されても居住スペースそのものが浮かび上がるように造られている。磁気反応型の近接信管魚雷は作動しないという利点も存在する。
丙型（へいがた）
輸送用。お椀を逆さに伏せたような艦底に水密処理されたコンテナを懸架し輸送する方式をとっている。
陸揚げを前提としない輸送などに主に用いられる。
丁型（ていがた）
対潜攻撃用。外筒型魚雷発射機を備え、ポンプジェット推進方式を採用している（丙型は大型スクリュー推進式）。配備された当初は頼りないと言われていたが、前述の磁気反応型の近接信管は作動しないという点から評価は上がっていった。
神風型駆逐艦
対潜駆逐艦。同型艦は10隻。詳細は別項を参照。
秋月型駆逐艦
対空駆逐艦。同型艦は11隻。詳細は別項を参照。
晦天（とうてん）型強襲艇
浅深度潜水可能な上陸用高速舟艇。前面2つの揚陸用水密ハッチを持ち、完全武装兵50人を積載可能。成重＆ロールス・ロイス・カンパニー製の発動機により、最高速力は53ノットを誇る。特殊遊撃師団「霞部隊」が使用し、デボン要塞攻略戦には40艇が参加した。
ニ型潜
乗員5名以上の特殊潜航艇の一種で、無限軌道を装備し陸上も走破可能な海底匍匐潜水艇。二基のポンプジェット式推進器を備え、魚雷4発を装備可能だが主な用途は偵察。「ドイツ神聖海（マーレ・ノストロ）」化した地中海の偵察や各地の反独ゲリラ支援、破壊工作などに活躍した。OVAでは登場しない。
発展型はニ型16潜「海狗」。作業腕はそのままに、より大型化しており、完全武装兵8名の搭乗が可能な「海中の兵員輸送車」である。

### 日本（航空機）

#### ジェット機
光武（こうぶ）
双発噴式艦上急降下攻撃機。戦闘機としての能力も高い。虎狼型の専用機である。
光武改
光武の改良型で超音速飛行が可能。
闇鷹（やみたか）
原作・コミック版に登場する単発夜襲用噴式攻撃機。逆ガル翼が特徴。コミック版『紺碧』では双発になっている。
電征64型
原作に登場する双発噴式艦上攻撃機、主翼基部にあるエンジン取り付け方式が特徴。米新鋭機「ファイアー・キャット」と酷似している。機首の「橿（きょう）55型20ミリ機関砲」2門やト式射撃管制器を装備。噴式攻撃機を多数配備している独逸空軍に対抗するために配備されたと思われ、それまでの型式と共通するのは機体名のみである。
神光
原作に登場する戦闘機。タービンブレードが外部に出ているため、プロペラ機に見えてしまうが単発噴式機。
殲鬼（せんき）
20ミリ機関砲を搭載した双発の急降下艦上攻撃機、低空での機動にも優れる。神光と同じ形状の「第一タービン露出型」噴式エンジンを搭載している。
やや鋭角気味の後退翼と、急降下時の空力制動板のお陰で、極めて小さい旋回半径での空戦機動を可能としている。原作15巻にて、司令部直衛艦隊の制空援護機として24機が、「無線操縦式空雷」などを用い独超重爆「アース」の艦隊殲滅攻撃部隊迎撃に活躍した。
稲妻
双発噴式対潜攻撃機。逆探を用いて敵潜を発見し攻撃する。
征空
原作で存在がほのめかされただけの、ホルス16に対抗して開発されたとされる局地単能戦闘機。ラムジェット2基により最高速度マッハ4.2を出すことが可能。武装は40mm機関砲と噴進弾。
コミックでは独円盤機の初期資料を基に開発された、3人乗りによる「全方向飛行型円盤機」に取って代わられた。
水燕（すいえん）
照和24年1月16日に発生した「琵琶州大震災」の際に登場した、双ブーム連結尾翼を持った単胴四発型噴式飛行艇。現世で言う米「エアフォース・ワン」に相当する通信管制と指揮統括機能を持った大型機。OVA版では登場しない。
兎空（とくう）
アイスランド沖海戦から登場した大型の警戒管制噴式飛行艇。雷神の後継機。原作挿絵では4発機として描かれている。高度9,000メートルを巡航し、作戦空域の警戒や電子諜報活動、および味方攻撃部隊の誘導指示なども行う。ブラウン管によるIFF表示を可能にするため高速電算機を搭載、そのため12名の専門技官が搭乗している。OVA版では登場しない。
雷兎（らいと）
原作15巻で登場した長距離艦上電子作戦機。「兎空」の後継機。原作挿絵では双ブーム型の尾翼を持った噴式4発機として描かれている。こちらは電探能力が強化されており、超空母「建御雷」などの「空母艦載型指揮管制機」として運用された。兎空と同じく12名の専門技官が機材の操作を行い、味方機への指示などを行っている。電征XII型からなる大攻撃部隊を率い、独逸がエチオピア・アジスアベバ近郊に建設した戦略超重爆「アース」発進基地への攻撃を成功に導いた。
天鬼（てんき）
「送り狼作戦」の枝「刺客作戦」で登場した、双ブーム連結尾翼型の新鋭単胴の噴式艦上爆撃機。急降下爆撃で投下鉛直線から離れた水平目標を破壊する滑空誘導爆弾「J爆弾」をもって、8機編隊3部隊計24機のみでコラ半島カンダラクシャ基地を破壊した。
海魔
最終巻で投入された、地上のみならず氷上滑走でも発進可能な特殊水上噴式攻撃機。「神光艦上攻撃機」のように可変式排気口を持ち、「ハリアー」のような特殊機動も可能である。秘匿機であるため、専用貨物船で輸送可能なように折り畳み式の後退翼を持つ。
磁気探知機も積んでおり、対潜攻撃も可能。コミック版・OVA版では登場しない。
黒鳳（こくほう）
終盤で存在がほのめかされた奇想秘匿機の仮称。作中では「電探無反応偵察飛行艇」と表記されているが詳細は不明。いわゆる「ステルス機」とは違うらしい。
『新・旭日』コミック版にて、それとおぼしき機体が登場する。

#### レシプロ機
装甲攻撃機『雷隼』（らいしゅん）
複合装甲によって高い防御力を持つ双発レシプロ夜間攻撃機、敵重要拠点への強襲機のため防弾性能が重視された。ただし、その分運動性が悪い。機体発想は前世独軍の対戦車掃射機『ヘンシェルHs 129』である。
雷華
単発レシプロ雷撃機。虎狼、尊氏に搭載。本来は誘導魚雷を用いたアウトレンジ戦法を主戦法とするが、レシプロ機相手なら十分な空戦能力を持っている。

#### ターボプロップ機
海神
機首に長砲身の50mm機関砲を搭載した双発ターボプロップ攻撃機。OVA版では50mm砲の砲身が確認できない。
雲電
参戦初期に使用された双発ターボプロップ対潜哨戒機、遣印艦隊でも対潜哨戒に使用していた。制限付で急降下爆撃も可。
水中磁気探知機KMX-III型、赤外線航跡（ウェイキー）測定式潜水艦探知機を装備し、投下ソノブイと連携し敵潜潜行位置を割り出し、対潜誘導短魚雷で攻撃する。
連絡観測機『斑鳩』
艦隊間での連絡要員移動や物資輸送、弾着観測など多用途目的機。『雲電』を並列復座型に改修したものと思われる。太めの兵員室と双垂直尾翼が特徴。
仙狩改
『理性の術策』作戦に合わせて新規配属された双発ターボプロップ対潜攻撃機。主に艦隊護衛の任につく。
水中磁気探知機KMX-V型、航跡（ウェイキー）測定式潜水艦探知機『天眼』を装備し、対潜誘導短魚雷や爆雷によって敵潜を駆逐する。
白鳳（はくほう）
日英間を往復する日英共同で製作した長距離飛行艇。1kmの水面があれば離着水可能。耐久年数を伸ばすため、淡水湖間を往復する方式を採っている。自衛用に20mm機関砲やン式空対空誘導弾を装備し、水中翼を展開しての機動戦術『戦術Z』を使える。主な用途は英国技術者の救出だが、『理性の術策』作戦ではヒトラー襲撃作戦の支援に使われた。なお原作では4発機だがOVA版では6発機である。また、水中翼も、小説版が引き込み式のU字型翼だったのに対して、コミックではシーダート型の『水上滑走板（ハイドロスキー）』に変わっている。
飛鴎
日本海軍が誇る傑作警戒管制機、乗員4名。無線傍受・レーダー哨戒のみならず、対潜攻撃やチャフ散布なども行う。高翼中型の双発ターボプロップの本機は、引き込み式の水上滑走フロートを備えるため、空母のみならず湖水面などへの離着陸が可能で、フロートをソリに変えれば平坦な雪面を臨時飛行場にすることも可能。
雷神（らいじん）
双発ターボプロップ警戒管制機。OVA版では「飛鴎」の改良型とされていた。
閃燕（せんえん）
木製ターボプロップ双発爆撃機。運用発想は『U-2偵察機』に近いが、こちらは偵察任務は運用目的に入っていない。電子加熱法により加工された特殊圧縮木材製の機体は、人工漆タイプの電波吸収塗料を塗っているのでステルス性が非常に高く、気化爆弾で敵レーダー基地など敵聖域内重要施設を奇襲することに使われている。原作ではエンジンを胴体の前後につけているが、コミック・OVAでは主翼に取り付けられている。

#### グライダー
天狗
ほぼ使い捨ての、組み立て式特殊作戦専用水陸両用グライダー。前世「大型双胴型実験軍用グライダー」国際 ク-7 真鶴のエンジン搭載型キ-105 鳳に相当する。白鳳などの大型飛行艇に牽引されて目的地近くまで飛行する。特殊な布（光と熱に反応してグレーに見える）を貼っており、レーダーが通用しない上に地上からも視認しにくい。小説版では2基の電動推進器（回生発電機兼用）を内部に格納可能になっていたが、コミック版では1基に減っている。『理性の術策』作戦の主作戦、オーバーザルツベルク総統要塞奇襲の『烏天狗作戦』で使用。証拠隠滅用の爆薬が各所に仕掛けられている。
大天狗
天狗開発で得られた技術を元に設計された、長距離偵察専用モーターグライダーで半飛行船機、操縦士、無線士、航空士の計3人乗り。軽量さを求めるため、搭乗員は女性や元競馬騎手など体重の軽い者が任じられている。
木製の骨格材からなる布張り機で、一部セラミックなども使われている。ヘリウムガスなどで浮力を稼ぎ、攻撃機にロープで牽引されて作戦空域まで曳航される。切り離し後は気流を捉えて滑空し、上昇気流に乏しい時は電動プロペラを回して飛行する。光電池を備えているために晴天の滑空中に電気を蓄えることが出来、夜間飛行時などに発動機を動かすのに使われる。艦隊支援用偵察機のため、航空母艦への着艦が可能である。

### ドイツ（艦船）
ビスマルクII世級戦艦
ビスマルクの2代目。カナリア諸島沖で日本武尊を迎撃したが、戦闘不能にされた。姉妹艦はティルピッツII世、ロートリンゲン、コトブスである。全長248m、排水量41,700トン、38cm連装砲4基ほか副砲や対空砲などを装備している。なお、後世欧州戦史ではビスマルク級の4番艦で、本来は「オイローパ」と命名される予定だったが、進水式前日にレニングラード沖でビスマルクが撃沈されたため「ビスマルクII」と命名されたとされている。
シャルンホルスト級戦艦
史実のドイツ海軍にも存在した戦艦。1番艦のシャルンホルストはビスマルクⅡ世と共に日本武尊を撃破するために出撃したが、猛攻の末撃破された。外観はドイツ海軍の艦船の法則に習いビスマルクⅡ世とそっくりである。同型艦はアウグスブルク、レーゲンスブルク、リンツ、ポツダム。
スレイブニル
潜水空母。4タイプが存在。
チューリンゲン
原作に登場する3胴式原子力空母。両舷の2胴をアングルドデッキ式全通飛行甲板とし、その間に艦橋を置くという形状をしている。
原子炉爆弾水中航行船「ホズ」
北欧神話の盲目神「ヘズ」の名を冠した巨艦。基準排水量9,500トンの艦内に『海の眼』から米国の核開発資料提供を受けて造られた無制御原子炉「ゾンネ（ドイツ語で「太陽」の意）」を装備した特攻潜水艦である。動力はワルター機関、原子炉は自爆攻撃用に搭載されている。ニューヨークを熱核反応による放射線で破壊する目的で開発され、原子炉稼働後は小型潜行艇で脱出する手筈になっていたが、逃げ切れるかどうかはまったく考慮されていない。潜行可能深度は30m程度と低く、しかも出撃時には放射能漏れを起こしており、応急処置として鉛板を貼ったためバランスが悪い、という有様であった。「送り狼作戦」を実施した旭日艦隊ア号潜により拿捕された。
ザクゼン
後半から登場した5万トン級の航空母艦。
重巡洋艦アドミラル・ヒッパー
要塞軍港ブレストに配備されていた、英国侵攻軍後方支援艦隊旗艦。史実の同名艦より小さく、基準排水量1万2500トン、20.3サンチ連装砲2門を主砲とした艦であったが、奇計「霊返し」のブレスト殴り込みに現れた半潜状態の日本武尊の一斉射にあって撃沈される。
重巡洋艦ウンゲドゥルト
アドミラル・ヒッパーの同型艦。
ムスベルスヘイム
アイスランド沖海戦で登場した空中魚雷「アリガートァ」専用潜水空母。日本武尊の艦砲射撃で撃沈される。
U2011潜
英国沿岸封鎖用の短距離型潜水艦の1隻。スコット号との砲撃戦で戦没した。
U3000型
U2000型共に旧式に属する独潜、南米沿岸などで通商破壊作戦に主に従事している。『理性の術策』の際に米第6艦隊を襲った航洋型Uボート。通常の長魚雷発射管だけでなく、護衛艦迎撃用有線指令式短魚雷ポッドを装備する。新装備のジェット推進型音響誘導魚雷「ナーゲル（爪）」は雷速60ノットを誇り、日本帝国海軍の仙狩改編隊に駆逐されるまで、米艦船相手に猛威を振るった。
グラーフ・ツェッペリン
旭日艦隊追撃のためジブラルタルから出撃しようとしたが、前もって敷設されていた海底魚雷によって護衛艦艇もろとも撃沈される。『紺碧』ではヨルムンガンドの米本土爆撃作戦の護衛作戦に参加したこともあった。
ビスマルクII世に随伴して日本武尊と交戦するが一斉射で撃沈される。
上陸用戦艇
トド作戦に投入された上陸用舟艇。武装されており戦闘力を有する。
ガルスター
Z級駆逐艦であり史実のZ23型に属する。
リーデル
Z23型駆逐艦の一隻にあたる。

### ドイツ（航空機）
ホルス16
第3帝国が誇る、秘匿決戦兵器である高速円盤機で、後世でこれに追いつける機体はなかった。その高速を活かした強行偵察・奇襲や重爆撃機への迎撃戦闘が得意。
Ba372 シブ
機首がロケットランチャー化されているロケット+ジェット戦闘機。前世のBa349「ナッター」と似ているが、ワルターロケット推進ではなく使い捨てでもない（桜花と同じ。この両機は発艦方法もよく似ている）。母艦はスレイブニルQ型。米B32部隊による独逸空襲阻止のため、アイスランドや北米大陸近海での強襲作戦を主に行っていた。4機が「白鳳」を北極点上空で襲撃したが、全機返り討ちにあった。
原作では単発機だったがコミック版・OVA版では双発機だった。
Do387 チュール
原作で登場する超長距離対空ミサイルを搭載した噴式3発単座駆逐機。大きさは爆撃機並み。本来は重爆護衛機だが、期待されたほどの戦果は挙げられなかった。なお、ホルス16と同様、パイロットは改造手術を施されている。
シードラッヘン
OVAで登場する艦上噴式戦闘機。サーブ 35 ドラケンに類似する形状を持つ。読み方は紺碧の艦隊のDVDにおける解説文より。
Me462
Me262の艦載機型。OVA版では雷撃機だった。
Go686 マグニ
スレイブニルR型・S型に搭載される奇襲爆撃機。無線誘導噴進爆弾でホワイトハウスを空爆したが、目的のトルーマン暗殺に失敗。S型帰投時に母艦もろとも撃沈される。
Ar271 フェンリル99
原作で登場する噴式艦上雷撃機。長距離魚雷を装備し、敵の対空攻撃の届かないところから雷撃をする。ヒトラーの判断で通商破壊には投入されなかった。
Ta183 ベー195
後退翼でジェット推進の緊急戦闘機。最大速度960km/h、実用上昇限度1万4000m、航続距離990km。装甲戦闘機であり、乗員席はチタン合金で戦車並みの防御力を持っている。30mm機関砲4門が武器。前世計画機フォッケウルフTa-183の後世改良版。
Ju107 ユンカース
原作で登場する噴式急降下爆撃機。Ju 87（スツーカ）とP-38を混ぜたような形状をしている。機首には37mm砲も装備しており、高い対地攻撃能力を持つ。
A-4a
37mm砲を2門に増やし対戦車攻撃能力を強化した型。後世ハンス・ウルリッヒ・ルーデルのヒットラーへの直訴により、ソビエト軍反攻の「ピョートル大帝」作戦時に投入された対戦車攻撃機（前世Ju87G-1,2型に相当）の後継と言える機体。
アングルボザ
最初は緊急加速用ロケット8発付の全翼式双発レシプロ爆撃機だった。しかしアイスランド沖海戦の際には大型噴式爆撃機に変更されていた。
なおOVA版では高度2万mまで到達できる全翼機であり、日本武尊撃沈作戦「ラグナロク」の要として日本武尊を撃沈しようとするが、爆弾倉を開いた所を日本武尊のレーダーに捕捉されてしまい、対空噴進弾で撃墜される。
Ju98 ラウフェイ
原作に登場する6発超重爆「ヨルムンガンド」の前身に当たる重爆撃機。A型からC型のその重装甲と爆弾積載量を持ってヨーロッパ大陸での後世ドイツ陸軍の電撃戦を支えた。本来は4発レシプロ機だが、第2次英本土航空決戦での英空軍の反撃に対する反省から、C型をジェット化した試作機がF型として採用された。その後、実戦部隊からは速力よりも航続距離を求められたため、主推進器のターボプロップ4発に補助推進用ジェット2発を搭載したK型が配備されることとなった。航続距離は耐弾性能と防御力を強化したため8,000km程度。
ミョルニール
コミック版でアングルボザに代わってアイスランド沖海戦に登場した大型爆撃機。
Do317 アース
終盤で投入された高い防御力・搭載量を持つ特務超重爆撃機、米戦略空軍B36を上回る後世第二次大戦最強機。信長をはじめとする航空基幹戦隊に大打撃を与えた。原作では典型的な後退翼に「片翼3+1」という特異なエンジン配置の8発超々重爆撃機だが、コミック版では現世イギリス空軍の爆撃機バルカンを6発化したような外観である。なお掃射機型はコミック版で掃射用機関砲がガトリング砲になっていたり、OVA版では機体上方からロケット弾を大量発射して日本艦隊を攻撃したりとメディアごとに兵装が異なる。
アースA型
初期のレシプロ式ワルター推進型。B32と同じエンジン配置をしている。
ブレーダーマウス
コミック版オリジナルのステルス爆撃機。1号機はアイスランド沖海戦の際に偵察を行った後、ダカール沖での戦闘で尊氏を葬り、さらに日本武尊を危機に陥れるが磯貝の犠牲により撃墜される。のちに製造された2号機は日本側に鹵獲された。

### 英国
レナウン
心臓作戦時の英国の囮艦隊旗艦を勤めた巡洋戦艦。1916年製の老朽艦であるが、レーダーは最新のものを装備していた。心臓作戦後の消息は不明。
スコット号
心臓作戦時の英国の囮艦隊に所属していた偽装商船の一隻。喫水下にアーム付の爆発性反応装甲を装備しており魚雷を破壊する。この他レーダー付4インチ単装速射砲が甲板下に隠されている。
デハビランド・ヴァンパイア
噴式戦闘爆撃機。最大速度882km/h、航続距離1960km。武装は20mm機関砲4門、ロケット弾・爆弾を910kgを積める。
グロスター・メテオール
エンテ型双発噴式戦闘機。現世のミーティアとは別物。

### ドイツ（その他）
ゲルマン砲
ヒトラーが開発させた28cm列車砲。200 - 250kmの射程を持ち、なおかつ200km先の標的艦に誘導弾等を用いず一撃で命中させる常識外れの命中精度を誇る。前世28cm列車砲K5 はおろか、パリ砲、ドーラ・グスタフをも遙かに凌ぐ怪物砲である。英本土攻略用に50門が仏アルトワ丘陵に配備され南部を砲撃、英国に大打撃を与えたが、日本海軍の奇計により破壊された。しかし、その後トド作戦のために新たに1,000門が量産され、そのうちコーンワル半島攻略用の230門は霞部隊の活躍により破壊されたものの、英本土の防御陣地および沿岸地域に大きな損害を与え、沿岸部でその砲撃に耐えたのはコーンワル半島中部のデボン要塞のみだった。『新・旭日の艦隊』において艦載砲化もされている。
新ゲルマン砲
ヒトラーが開発させた自走式列車砲。時速100km/hと推測され、ワルシャワ南南西約300kmのクラフラに在る岩塩鉱山に造られた秘密基地に秘匿されている。クラフラ〜チェコスロバキア、オーストリアを抜け、リヒテンシュタイン〜スイス、ジュラ山脈を越えフランスを横断し、ナントからレンヌに至る総延長2000キロの鉄路が電化補強され、独『ヨーロッパ要塞化計画』に基づく「敵陣地攻略長距離砲」として運用されると見られていた。なお、台車部分は前世ドイツが計画していた超巨大高速鉄道「ブライトシュプールバーン」のために設計された大型機関車に酷似している。
ヒトラー砲
80cmの口径を持つ大型列車砲。史実の80cm列車砲「ドーラ」を元にしている。これとは別に後世「ドーラ」が対ソ攻略戦で活躍した。原作には登場しない。

### アメリカ
マウンテンキャット
B32の重爆迎撃用掃射機型。機体下部に装備した12門の20mmガトリング砲を掃射して敵機を破壊する。装弾数は2万発以上。また機体上部に加速用ロケットブースターを装備しており、1000km/h以上の速さも出せる。
コミック版では機体左右の前方・中央・後部にシャッター格納式3門ずつ計6門、機首に1門の計7門のガトリング砲を装備していた。
重装甲を誇り、（地上機甲部隊随伴の）小口径対空機関砲による攻撃をモノともしなかった独重爆ラウフェイも、その掃射能力の前にはボール紙のように機体を穴だらけにされる程だった。
F12F ファイヤーキャット
原作で登場する米海軍噴式双発艦上戦闘機。第10巻カバーイラストに描かれている。固定武装は機首下部に装備の12.7mm機銃6門。
ダグラス・H・ゲーブル大尉率いる戦闘隊10機は、帰還すべき母艦がドイツ軍の猛攻で損傷し、海没の危機にあったところを旭日艦隊に救われ、虎狼航空整備班により電征64型に用いられていた「橿（きょう）55型20ミリ機関砲」1門とト式射撃管制器に換装された。その後、旭日艦隊旗下として臨時編成され臨んだ『ナルビク殴り込み作戦』において共同で暴れ回った。日本製回転機関砲の対地攻撃能力の高さに惚れ込んだせいか、本隊復帰後も装備再換装を拒む程だったという。
F12F-2
ダグラス・H・ゲーブル大尉座乗の隊長機。機首に描かれたシャークマウスが特徴。
旭日艦隊と行動する間に、その『シャークマウス』を気に入った日本人飛行士達が、自分の愛機電征のみならず、武装である航空魚雷にまで描き込み、米パイロット達をして「日本軍は、機体まで『笑顔が固まっている（アルカイック・スマイル）』のか！」と驚いたという。
戦艦フィルモア
原作『ニルバーナ作戦』に登場する米海軍第6艦隊旗艦。基準排水量5万2000トン。新鋭の『通信管制・電探・妨害』等の電子戦特化型戦艦で、戦艦でありながら大口径主砲は搭載せず、副砲クラスの対艦自衛砲、長射程ミサイルと多連装ロケット砲・電探連動式対空両用砲を装備。

## 関連書籍

### 旭日の艦隊 後世欧州戦史
本編1巻より前、照和16年 - 20年のヨーロッパを舞台としたアンソロジー集。
「旭日艦隊の全士官向けに配布された『欧州戦史研究のための極秘資料』からの抜粋」という形態を取り、中央公論社C★NOVEL編集部経由で原作者監修の元、新人執筆者育成目的として全6巻が刊行された。
I〜IV巻は、後世「対ソ攻略戦」を中心に、ロンメルが暴れ回った北アフリカ戦線での英特殊部隊の活躍が、V巻は第二次日英同盟締結前夜から本編第1巻までにかけての緊迫した英独戦線が描かれている。また、「本編で語れなかったエピソード」や下記「図解資料集」で僅かに触れられた「後世ナチス医学の狂気」などが題材として取り上げられた。
VI巻は「V巻の補足」として、日本海軍在欧州情報機関『ハギス』とナチス親衛隊秘密組織『狼機関（ヴォルフオルガニザシォーン）』との死闘を描いた。

#### 後世欧州戦史 登場兵器
超大型装甲列車 RZP41 (I)
後世バルバロッサ作戦成功後、さらなるソビエト制圧戦に備え、膠着させた戦線後方の「ソ連領内鉄道網」を1,524mm広軌から自軍に有利な1,435mm標準軌に『すげ替えてしまう』ために建造された、20ミリ対空機銃、37ミリ機関砲、75ミリ対戦車砲など、フランス・ソビエト戦での戦利品で武装した『レールゲージ交換用特務装甲列車』である。車両底部に設けられた交換機で片側のレールを枕木より分離、ヨーロッパ標準軌に調整後再締結して鉄路を走行することで、ロバティ川（伯林〜ポーランド経由）とウクライナ大平原（伯林〜チェコ経由）に設けた要塞線までの2本の輸送路を確保、後方より頻繁に輸送される物資のお陰で、前世と違い冬将軍とソビエト軍の冬期反攻を乗り切り、後のスターリン体制撃破へと繋がることとなった。護衛として対空車両を満載した無蓋貨車や、実用化したばかりの野戦レーダー搭載車両を後続させ、護衛機としてBf110を随伴させたことで、鈍重な特務装甲列車群を航空機で撃破しようとしたソビエト空軍の試みは全て失敗したとされている。
その結果、要塞線内部のソビエト広軌で敷設された支線もヨーロッパ標準軌に全て変更してしまったため、野戦レーダー搭載の索敵用指揮装甲列車、パルチザン警備用にIV号戦車の砲塔を搭載した「対戦車列車（パンツァー・アプヴェーア・ツーク）」や「鉄道装甲車（パンツァー・ドライジーネ）」が配備され、占領地域を巡回することで東欧地域は空間要塞に変貌していった。また、独列車砲の東部戦線での運用も可能となるなど、ソビエト軍にとっては悪夢のような装甲列車であった。
小型高速上陸用舟艇「鮫（ハイ）」
後世「ブリッツクリーク（電撃戦）作戦」の二大上陸作戦「ドナウ演習（ユーブング）作戦」を可能ならしめるために極秘開発された小型特殊舟艇。前世独海軍で計画された「ハイ級特殊潜航艇」とは無関係でSボート程度と見られ、鉄道輸送可能な程小型でありながら海上安定性の高さは特筆すべきものがあった。コーカサス上陸の「エルベ演習作戦」で山岳猟兵5個師団、クリミア半島上陸作戦「マイン演習作戦」では2個師団を上陸させるため、無数の舟艇が事前にルーマニアやハンガリーの山中に隠されていた。
ユンカースJu98Aラウフェイ ミステル・プラン3A
後世「第一次バトル・オブ・ブリテン」での余りの爆撃隊損耗率が問題となり、急遽製造された後世ミステル機（参考画像）。前世と違い母機となるラウフェイは有人機で、子機Fw190G-8型改V47への移乗用兼連結ダクトと分離後の空中給油装置を備えていた。
フォッケウルフFw190G8型改V47
中央増槽基部を改造した移乗用ハッチを持ち、FuG216ネプトゥーンレーダーと防炎フィンを着けた黒塗りの機体。尾部の母機離脱用ロケットモーター4基と翼下に懸架した投下型爆撃用電波マーカーにより、英本土爆撃隊の敵地水先案内兼護衛戦闘機として設計された。なお、後世世界初の空中給油対応の戦闘機でもある。
メッサーシュミットMe0013
ナチス医学の狂気が生み出した「改造人間」被検体13号。技術跳躍著しい後世世界にあって、独円盤機に次ぐオーバーテクノロジーの呪われた産物である。生化学的・薬物的な身体強化のみならず、機械を埋め込むなど、サイボーグ同然の生体改造が施された。代償に突発的な理性喪失による凶暴化を起こすため、定期的に薬を服用する必要がある。
特殊潜航艇「モルヒ」
第一次スカパフロー攻撃で英海軍に痛撃を見舞った小型特潜。第二次攻撃のため、ノルウェーの秘密ブンカーに集められた全特潜は、某組織の破壊工作により全て失われた。
ブローム・ウント・フォス Bv155
前世では試作機で終わった高々度迎撃機。Me109の血統最後の末裔であり、ラウフェイを護衛可能な航続距離と英軍の迎撃機に対抗できる性能を持っていたことから第二次バトル・オブ・ブリテンでの護衛戦闘機として急遽投入されたが、ジェット戦闘機時代の過渡期となったため、全生産機数は三個戦闘機戦隊（ヤークトゲシュヴァーダー）分のみで途絶えた。両主翼中央部に備え付けられた大型冷却器が特徴。
スピットファイア Mk.XIV「バラクーダ」
損耗率が高い昼間爆撃から夜間爆撃に切り替えた独戦略空軍に対抗するため、RAFが投入した特別編隊「電子追跡中隊」に配備された機体で、スピットファイアMk.XIVにレーダー誘導装置や計算機、着弾観測用無線を搭載した機体。二機一組で敵爆撃機編隊を挟み込み、IFFを作動させることで防衛陣地から的確に敵編隊への高射砲砲撃を行うという戦術で戦果を上げた。
独逸秘匿兵器試験艦「海の豹（レオポルド・デ・マーレ）」
元伊海軍重巡「ボルツァーノ級」を改修したポケット戦艦で独軍が開発した超水平線レーダーを搭載しているとされる。挿絵イラストの艦型は、独アドミラル・シェーア風であった。
宇治式短機関銃
後世版ウージー。ハギスの手によって大挙亡命した、独逸占領下の東欧兵器会社で働いていたユダヤ人技術者の内、日本軍への協力を強く願い出た一部の者達と共に陸軍兵器行政本部、京都帝大および大阪帝大工学部協力の下、「市街戦に適した軽快な短機関銃開発」プロジェクトで結実した新式短機関銃である。名称は、宇治市の京都帝大教員宿舎に寝泊まりした元「チェコの兵器メーカー」出身者たちが付けた愛称「ウジィ」に由来している。
その他にも、挿絵だけで一切の諸元不明の後世Me262（前世計画機『Lorin』らしいが、何故か双発機と記述されている）などが登場する。

### 旭日の艦隊 図解資料集
中央公論社より1996年10月25日刊行。本編の表紙・挿絵も担当した佐藤道明画のコミック「旭日の艦隊 サイドストーリー」を収録。

#### 旭日の艦隊 サイドストーリー

##### あらすじ
対潜軽空母「草薙」は英国支援輸送船団の護衛中、独重爆「ラウフェイ」の雷撃を受け沈没し、艦載機も敵護衛機Fw190との交戦でほとんど撃墜されてしまう。生き残った2名のパイロットは戦死した仲間の仇を討つため、ある作戦をねる。

##### 登場人物（サイドストーリー）
峰風
海軍少尉。まだ実戦に慣れておらず、腕はそこそこ。気弱なところがある。
珠寄
海軍中尉。戦闘時に上空警戒兼峰風の護衛にまわされて撃墜を免れる。かなりの優男の上に長髪のため、一見しただけでは女性にしか見えない。
ヴィオ
上記の2人が仮居した町の酒場で出会った女性。峰風を一回平手打ちしたが、その後は相思相愛の模様。

## アニメ版

### スタッフ
- 原作 - 荒巻義雄
- 監督 - 又野弘道
- 脚本 - 竹田裕一郎
- キャラクターデザイン - 須田正己
- メカニックデザイン - 原田吉朗（#8まで）、岡本英郎（第1期）、棚澤隆（第2期から）、梶谷光春（第3期）
- 美術監督 - 佐藤広明（#8まで）、廣瀬義憲（#9から）
- 色彩設定 - 横尾淳子（#5 - #8）、東原麻理（#9）、店橋真弓（#10）、安藤智美（#11から）
- 撮影監督 - 森下成一（#1）、宇津畑隆（#2）、高瀬勝（#12から）
- 音響監督 - 松浦典良
- 音楽 - 槌田靖織
- プロデューサー - 河内牧栄（第1期）→尾形直彦（第2期）→林亮太（#13から）、阿部倫久
- アニメーション制作 - J.C.STAFF
- 製作 - 徳間書店
- ナレーション：田中秀幸[注釈 5]
- 協力:海上自衛隊、航空自衛隊、陸上自衛隊
※第2期、第3期シリーズ14巻まで

### ビデオ
| 話数                              | サブタイトル             | 絵コンテ | 演出              | 作画監督                                                               | 時間  |
| 第1期                             | 第1期                    | 第1期    | 第1期             | 第1期                                                                  | 第1期 |
| --------------------------------- | ------------------------ | -------- | ----------------- | ---------------------------------------------------------------------- | ----- |
| 1                                 | 超戦艦日本武尊出撃       | 又野弘道 | 又野弘道          | 須田正巳、今川光                                                       | 34分  |
| 2                                 | 日本武尊対ビスマルクII世 | 又野弘道 | 又野弘道          | 須田正巳、重田智                                                       | 32分  |
| 第2期（これ以降コンピュータ作画） |                          |          |                   |                                                                        |       |
| 3                                 | 巨砲鳴動ジブラルタル     | 又野弘道 | 又野弘道          | 須田正巳（キャラクター総作画監督） 遠藤栄一（キャラ） 棚澤隆（メカ）   | 30分  |
| 4                                 | 独逸本土空襲             | 又野弘道 | 又野弘道          | 須田正巳（キャラ） 水村雄之（メカ）                                    | 31分  |
| 5                                 | ゲルマン砲台殲滅戦       | 山口武志 | 岡本英樹          | 須田正巳（キャラクター総作画監督） 遠藤栄一（キャラ） 棚澤隆（メカ）   | 30分  |
| 6                                 | 超輸飛行艇白鳳           | 又野弘道 | 又野弘道          | 須田正巳（キャラ） 水村雄之（メカ）                                    | 31分  |
| 7                                 | トド作戦発動前夜         | 山口武志 | 山口武志          | 須田正巳（キャラクター総作画監督） 遠藤栄一（キャラ） 梶谷光春（メカ） | 31分  |
| 8                                 | 英本土上陸作戦           | 又野弘道 | 又野弘道          | 須田正巳（キャラクター総作画監督） 水村雄之（メカ） 梶谷光春（メカ）   | 31分  |
| 9                                 | 影の帝国                 | 岡本英樹 | 岡本英樹 山田弘和 | 遠藤栄一（キャラ） 棚澤隆（メカ）                                      | 31分  |
| 10                                | 深海（うみ）からの暗殺者 | 又野弘道 | 又野弘道          | 遠藤栄一（キャラ） 棚澤隆（メカ）                                      | 31分  |
| 11                                | 日米和睦成立             | 岡本英樹 | 岡本英樹          | 遠藤栄一（キャラ） 棚澤隆（メカ）                                      | 32分  |
| 第3期                             |                          |          |                   |                                                                        |       |
| 12                                | 第三帝国包囲網           | 又野弘道 | 又野弘道          | 遠藤栄一（キャラ） 棚澤隆（メカ）                                      | 32分  |
| 13                                | 奇想！理性の術策         | 又野弘道 | 又野弘道          | 遠藤栄一（キャラ） 棚澤隆（メカ）                                      | 31分  |
| 14                                | 総統要塞襲撃             | 又野弘道 | 又野弘道          | 遠藤栄一（キャラ） 棚澤隆（メカ）                                      | 30分  |
| 15                                | 暁の遡上                 | 又野弘道 | 又野弘道          | 遠藤栄一（キャラ） 棚澤隆（メカ）                                      | 33分  |

また、2005年には『「紺碧の艦隊」×「旭日の艦隊」COMPLETE DVD-BOX』が発売された（紺碧の艦隊参照）。

## ゲーム

### ソーシャルゲーム
- モバゲー版『紺碧の艦隊×旭日の艦隊』（2011年9月12日、ダーツライブゲームズ）

## 評価
- 紺碧の艦隊を参照